# دوامة الرحيل (رواية)
دوامة الرحيل، رواية صدرت في 2014 للروائية العراقية ناصرة السعدون (1946 - 24 أبريل 2020)، ولدت في الحي في محافظة واسط. توجت الرواية بجائزة كتارا للرواية العربية عن فئة الروايات المنشورة 2015.

## ملخص الرواية
"دوامة الرحيل" هي رواية تأخذنا في رحلة مؤثرة عبر معاناة الشباب العراقي الذين انتزعوا من أوطانهم بسبب الحروب والاضطرابات، ووُجدوا يواجهون التحديات في بيئات جديدة تعارض قيمهم. تتناول الرواية قصة حب تتجاوز حدود الزمان والمكان، تعبّر عن الصراع والألم الذي يلازم المنفيين. بينما تبرز قسوة الهجرة والتكيف مع ثقافات مختلفة، تظهر إرادة العراقيين في الحياة، ورفضهم للانكسار، مما يجسد دوامة الرحيل بكل تناقضاتها وإحدى أحداثها المؤثرة.

## جوائز
توجت الرواية بجائزة كتارا للرواية العربية في فئة "الروايات المنشورة" 2015.